# Consejo de Seguridad de la República de Bielorrusia
El Consejo de Seguridad de la República de Bielorrusia (en bielorruso: Саве́т бяспе́кі Рэспу́блікі Белару́сь; en ruso: Совет Безопасности Республики Беларусь) es un organismo interdepartamental con el mandato de garantizar la seguridad de Bielorrusia. Considera los asuntos internos y externos del Estado con respecto al interés de mantener la seguridad y la defensa. El Consejo se estableció el 15 de noviembre de 1991 tras la adopción de la Resolución N.º 1249. El actual Secretario del Consejo es el teniente general, Aleksandr Volfóvich.

## Historia
Fue establecido el 15 de noviembre de 1991, cuando el Sóviet Supremo de la RSS de Bielorrusia aprobó la decisión N.º 1249, que estableció un Consejo de Seguridad de catorce miembros, que incluía al entonces comandante del Distrito Militar de Bielorrusia. De acuerdo con la Constitución de Bielorrusia de 1994, el presidente del consejo es el presidente de Bielorrusia, en su cargo de jefe de Estado y comandante en jefe. En 1997, el aparato del Consejo de Seguridad, encabezado por el secretario de Estado, pasó a denominarse Secretaría.

## Competencias

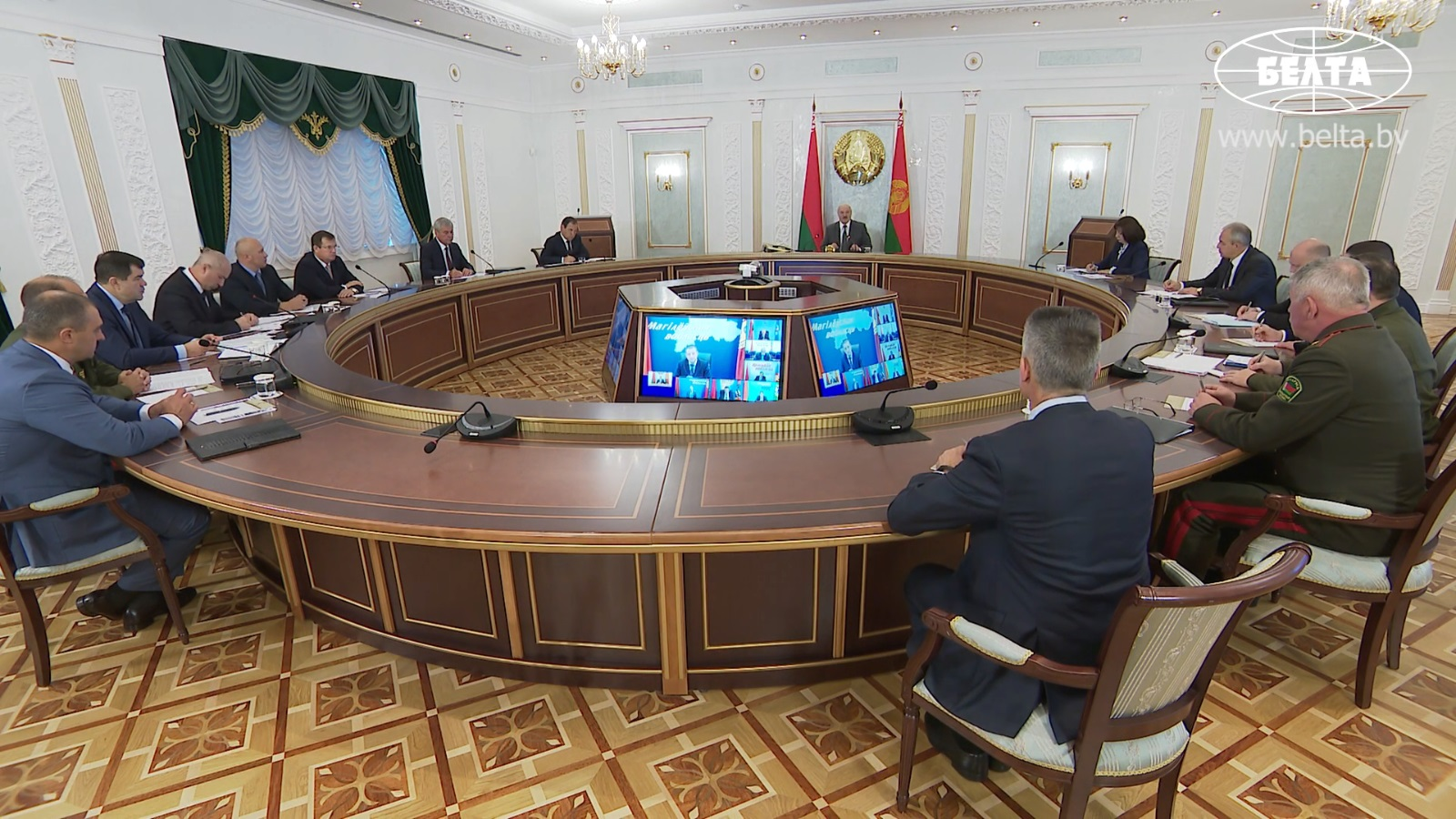
Una reunión del Consejo de Seguridad de la República de Bielorrusia

El Consejo de Seguridad de la República de Bielorrusia es el órgano político y de coordinación colectivo supremo constitucional que hace cumplir los poderes del presidente de Bielorrusia en materia de seguridad nacional.
De acuerdo con lo establecido en el Artículo 84 de la Constitución de Bielorrusia, el presidente de Bielorrusia ejerce también como presidente del Consejo de Seguridad. Así mismo, nombra a los miembros del consejo y al secretario de Estado del Consejo de Seguridad.
El Consejo de Seguridad supervisa las cuestiones de política interior y exterior de Bielorrusia que afectan a la seguridad nacional, toma decisiones importantes para garantizar la seguridad política, económica, científica, tecnológica, social, demográfica, informática, militar y medioambiental del Estado y sus ciudadanos.
Las funciones del Consejo de Seguridad son:
- Determinar los intereses nacionales clave, para identificar amenazas reales y potenciales a la seguridad interna y externa;
- Esbozar los principios fundamentales de la estrategia de seguridad nacional, para gestionar un sistema de seguridad nacional eficiente;
- Presentar propuestas al Presidente de Bielorrusia sobre políticas internas y externas para garantizar la seguridad personal, pública y nacional;
- Coordinar las actividades de las autoridades gubernamentales en la preparación e implementación de decisiones en materia de seguridad, para evaluar la eficacia de su trabajo;
- Proponer soluciones tempranas para prevenir situaciones de emergencia;
- Presentar propuestas para reformar los órganos existentes o crear nuevos órganos encargados de velar por la seguridad personal, pública y nacional;
- Mantener la cooperación con otros países en seguridad, informar al público sobre la política estatal en seguridad nacional y las medidas prácticas para su implementación.

En abril de 2021, el presidente Lukashenko anunció su intención de enmendar los estatutos existentes para la transferencia del poder presidencial en caso de emergencia, convirtiendo al Consejo de Seguridad en el jefe de Estado colectivo en caso de que el presidente fuera asesinado. El primer ministro encabezaría el consejo de seguridad en lugar del presidente. Firmó el decreto el 9 de mayo, después de las celebraciones del Día de la Victoria. Al justificar su decisión, señaló que dos tercios del consejo son civiles.

## Composición
De conformidad con lo establecido en el Decreto del Presidente de la República de Bielorrusia del 15 de marzo de 2021, la composición actual del Consejo de Seguridad de la República de Bielorrusia incluye a veinte personas:

### Miembros permanentes del Consejo de Seguridad

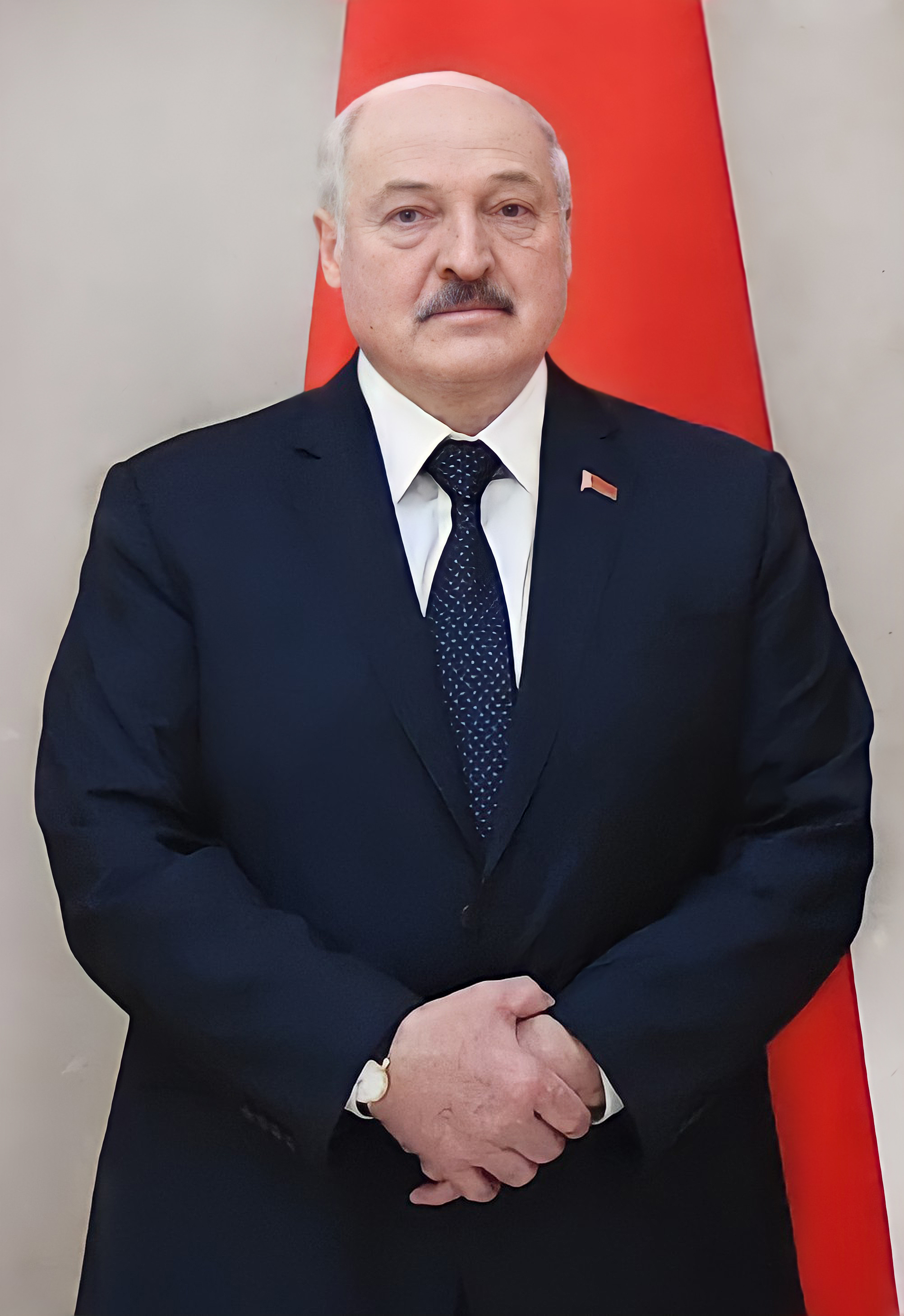
Aleksandr Lukashenko, actual presidente de Bielorrusia, quien también ejerce como presidente del Consejo de Seguridad.

- Presidente de Bielorrusia, quien también ejerce como presidente del Consejo de Seguridad.
- Primer ministro de Bielorrusia;
- Presidente del Consejo de la República de la Asamblea Nacional;
- Presidente de la Cámara de Representantes de la Asamblea Nacional;
- Jefe de la Administración del Presidente de la República;
- Secretario de Estado del Consejo de Seguridad;
- Ministro del Interior;
- Ministro de Defensa;
- Presidente del Comité de Seguridad del Estado.
- Fiscal General;
- Presidente del Comité de Control Estatal;

### Miembros no permanentes del Consejo de Seguridad
- Presidente del Tribunal Supremo;
- Presidente de la Junta del Banco Nacional;
- Presidente del Comité de Investigación;
- Ministro de Relaciones Exteriores;
- Ministro de Situaciones de Emergencia;
- Ministro de Hacienda;
- Presidente del Comité Estatal Militar-Industrial;
- Presidente del Comité Estatal de Fronteras;
- Jefe del Estado Mayor General de las Fuerzas Armadas.

El Consejo de Seguridad también puede incluir a otros funcionarios designados por el presidente por recomendación del secretario de Estado del Consejo de Seguridad. Otros jefes de ministerios y departamentos, organizaciones centrales y de otro tipo, los principales medios de comunicación nacionales, así como diputados de las cámaras del Parlamento, personalidades académicas y públicas autorizadas, expertos en los campos de la economía, el derecho y la política social también pueden tomar parte activa en el trabajo del Consejo de Seguridad y la preparación de sus decisiones.
Víktor Lukashenko, el hijo mayor del presidente Aleksandr Lukashenko, también es miembro del consejo (desde enero de 2007) siendo el asesor de Seguridad Nacional.

## Secretaría de Estado del Consejo de Seguridad

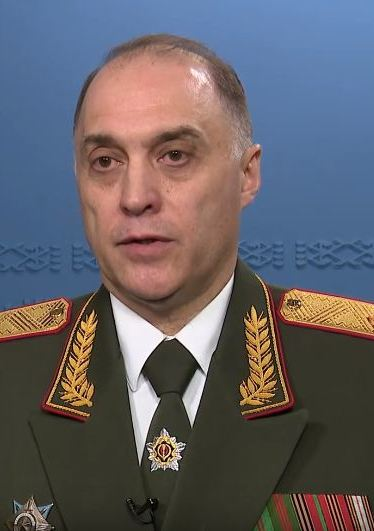
Aleksandr Volfóvich actual secretario de Estado del Consejo de Seguridad

La Secretaría de Estado del Consejo de Seguridad es el órgano de trabajo del Consejo de Seguridad de Bielorrusia.
Las funciones que le atribuye la constitución a la Secretaría de Estado del Consejo de Seguridad, son:
- Proporcionar información y análisis, así como apoyo legal, organizativo y técnico para las actividades del Presidente y el Consejo de Seguridad en el campo de la seguridad nacional al evaluar las amenazas internas y externas a los intereses cruciales de los individuos, la sociedad y el país;
- Coordinar las actividades de las autoridades gubernamentales en la elaboración de la estrategia de seguridad nacional;
- Supervisar la ejecución de las decisiones del Consejo de Seguridad y las actividades de las autoridades gubernamentales para garantizar la seguridad de las personas, la sociedad y el país por instrucción del Presidente;
- Operar comisiones interdepartamentales en el Consejo de Seguridad, incluidas comisiones sobre seguridad económica, protección de secretos de estado, cooperación militar y técnica, control de exportaciones, seguridad de la información.

Por instrucciones del presidente de Bielorrusia, la Secretaría de Estado supervisa la implementación de las resoluciones del Consejo de Seguridad y el trabajo de las agencias gubernamentales encargadas de garantizar la seguridad del individuo, la sociedad y el estado.

### Lista de secretarios de Estado del Consejo de Seguridad
- Viktor Sheiman (1994 - 27 de noviembre de 2000)
- Ural Latypov (27 de noviembre de 2000 - 12 de septiembre de 2001)
- Gennadi Nevyglas (12 de septiembre de 2001 - 15 de julio de 2008)
- Yuri Zhadobin (15 de julio de 2008 - 4 de diciembre de 2009)
- Leonid Maltsev (4 de diciembre de 2009 - 5 de diciembre de 2013)
- Alexander Mezhuyev (5 de diciembre de 2013 - 4 de noviembre de 2015)
- Stanislav Zas (4 de noviembre de 2015 - 20 de enero de 2020)
- Andréi Ravkov (20 de enero - 3 de septiembre de 2020)[12]
- Valeri Vakulchik (3 de septiembre de 2020 - 29 de octubre de 2020)[13]
- Aleksandr Volfóvich (desde el 26 de enero de 2021)[14]